# Bahnhof Köln-Worringen
Der Bahnhof Köln-Worringen ist ein Bahnhof im Kölner Stadtteil Roggendorf/Thenhoven an der Linksniederrheinischen Strecke. Er wird von der S-Bahn Rhein-Ruhr und S-Bahn Köln angefahren.

## Geschichte
Die Cöln-Crefelder Eisenbahn-Gesellschaft eröffnete am 15. November 1855 das erste Teilstück ihrer Linksniederrheinischen Strecke zwischen dem ehemaligen Krefelder Bahnhof in Köln und dem Bahnhof Neuss. Am gleichen Tag wurde auch der Bahnhof der damals noch eigenständigen Bürgermeisterei Worringen in Betrieb genommen. Diese wurde 1922 nach Köln eingemeindet und der Bahnhof in Köln-Worringen umbenannt.

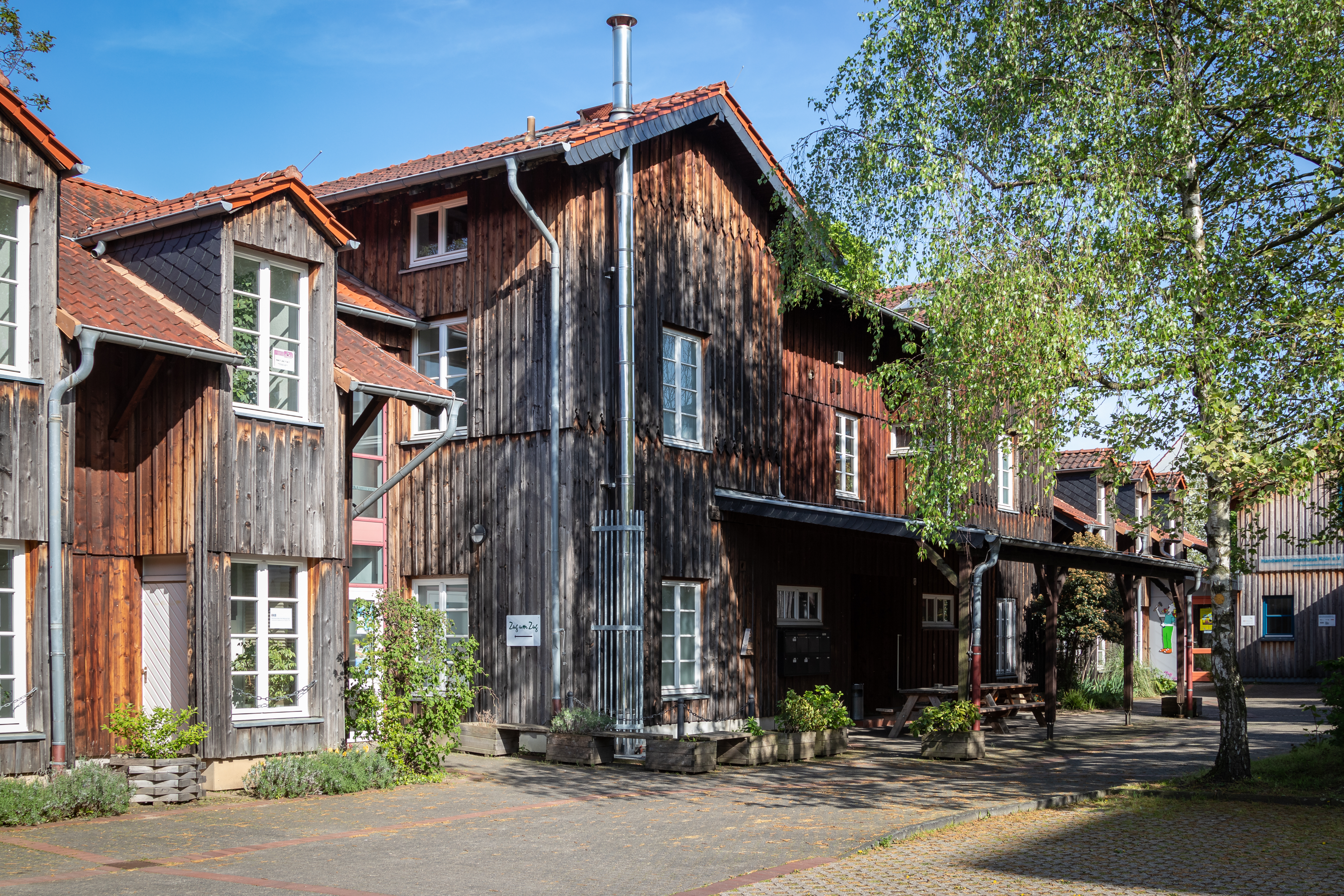
Ehemaliges Worringer Empfangsgebäude von 1865, jetzt in Köln-Nippes

Das ehemalige Empfangsgebäude von 1864 wurde 1986 unter Denkmalschutz gestellt. Im Zuge des Ausbaus der S-Bahn-Strecke von Köln-Chorweiler 1988 wurde es abgebrochen und in Köln-Nippes auf dem Gelände einer Kirchengemeinde wieder aufgebaut.
Über die Linksniederrheinische Strecke verkehrten auch internationale Schnellzüge zwischen Köln und Nijmegen. Aus diesem Grund wurde die Strecke mit elektrischer Oberleitung versehen und diese am 27. Mai 1962 in Betrieb genommen.
Im Rahmen des Baus der S-Bahn Köln wurde am 1. Juni 1975 eine Stichstrecke von Köln-Longerich an der Linksniederrheinischen Strecke über Köln-Chorweiler nach Köln-Chorweiler Nord eröffnet. Die Verlängerung dieser Strecke über Köln-Blumenberg nach Köln-Worringen und damit zurück zur Linksniederrheinischen Strecke ging dann am 2. Juni 1985 in Betrieb. Zur Erhöhung der Streckenkapazität ist eine Einfädelung in die Hauptstrecke nördlich des Bahnsteiges höhenfrei angelegt. Außer den durchgehenden Gleisen der Hauptstrecke ist auch noch ein Überholgleis vorhanden. 
Mit Vollendung der Chorweilerschleife wurden die Eilzüge und alle anderen Nahverkehrsverbindungen eingestellt, stattdessen die S-Bahn-Linie S 11 über Worringen hinaus nach Neuss weitergeführt. Seit dem Fahrplanwechsel am 14. Dezember 2014 fährt zu bestimmten Zeiten auch die S-Bahn-Linie S 6 statt bis Köln-Nippes über die Chorweilerschleife bis Köln-Worringen und endet dort.

## Bahnhofsanlage
Der Bahnhof Köln-Worringen besitzt einen Mittelbahnsteig mit barrierefreiem Zugang durch einen Fahrstuhl zur unteren Ebene. Auf der Ostseite führt ein weiterer Fahrstuhl zur Straßenebene.
Die Weichen und Signale des Bahnhofs werden seit 1985 durch ein Spurplandrucktastenstellwerk der Bauart Sp Dr S60 von Siemens gestellt. Das Stellwerk Wf (Worringen Fahrdienstleiter) befindet sich im nördlichen Bahnsteigbereich östlich der Gleise und wird seit 2001 von Dormagen Df aus ferngesteuert.
| Gleis | Linie    | Verwendung                        | Richtung |
| ----- | -------- | --------------------------------- | -------- |
| 1     | S 11     | nach Düsseldorf                   | Nord     |
| 2     | S 6 S 11 | nach Essen bzw. Bergisch Gladbach | Süd/Ost  |

## Bedienung
Der Bahnhof Köln-Worringen wird vom Schienenpersonenfernverkehr nicht mehr bedient. Im Schienenpersonennahverkehr verkehren die S-Bahn-Linien S 6 der S-Bahn Rhein-Ruhr und S 11 der S-Bahn Köln. Eingesetzt werden dabei moderne Elektrotriebzüge der Baureihe 423 oder der daraus weiterentwickelten Baureihe 422.
| Linie | Linienverlauf | Takt                                                            | Betreiber    |
| ----- | --- | --------------------------------------------------------------- | ------------ |
| S 6   | Essen Hbf – Essen Süd – E-Stadtwald – E-Hügel – E-Werden – Kettwig – Kettwig Stausee – Hösel – Ratingen Ost – D-Rath – D-Rath Mitte – D-Derendorf – D-Zoo – D-Wehrhahn – Düsseldorf Hbf – D-Volksgarten – D-Oberbilk – D-Eller Süd – D-Reisholz – D-Benrath – D-Garath – D-Hellerhof – Langenfeld-Berghausen – Langenfeld (Rheinland) – Lev.-Rheindorf – Lev.-Küppersteg – Leverkusen Mitte – Lev.-Chempark – K-Stammheim – K-Mülheim – K-Buchforst – K-Messe/Deutz – Köln Hbf – K-Hansaring – K-Nippes – K-Geldernstr./Parkgürtel – K-Longerich – K-Volkhovener Weg – K-Chorweiler – K-Chorweiler Nord – K-Blumenberg – K-Worringen Stand: Fahrplanwechsel Dezember 2023 | 20 min (wochentags 5–21 Uhr) 30 min (sonn-/feiertags 11–21 Uhr) | DB Regio     |
| S 11  | D-Flughafen Terminal – D-Unterrath – D-Derendorf – D-Zoo – D-Wehrhahn – Düsseldorf Hbf – D-Friedrichstadt – D-Bilk – D-Völklinger Straße – D-Hamm – NE Rheinparkcenter – NE Am Kaiser – Neuss Hbf – Neuss Süd – Norf – NE-Allerheiligen – Nievenheim – Dormagen – Dormagen-Chempark – Köln-Worringen – K-Blumenberg – K-Chorweiler Nord – K-Chorweiler – K-Volkhovener Weg – K-Longerich – K-Geldernstraße/Parkgürtel – K-Nippes – K-Hansaring – Köln Hbf – K-Messe/Deutz – K-Buchforst – K-Mülheim – K-Holweide – K-Dellbrück – Duckterath – Bergisch Gladbach Stand: Fahrplanwechsel Dezember 2023                                                                      | 20 min                                                          | DB Regio NRW |

## Anbindung
Im öffentlichen Personennahverkehr wird die Bushaltestelle des Bahnhofs Köln-Worringen von fünf Buslinien und einem Anruf-Sammel-Taxi bedient.
| Linie | Betreiber | Verlauf |
| ----- | --------- | --- |
| 120   | KVB       | Blumenberg – Chorweiler – Fühlingen – Worringen – Roggendorf/Thenhoven, Further Str. |
| 123   | KVB       | Nachtbus Chorweiler → Pesch → Auweiler → Esch → Roggendorf/Thenhoven, Further Str. → Worringen → Fühlingen → Chorweiler                                                                        |
| 786   | REVG      | AST-Verkehr: Anrufsammeltaxi Pulheim / Kreiskrankenhaus Dormagen Hackenbroich / Köln-Worringen S-Bahn / Weiden West                                                                            |
| 885   | SDG       | Dormagen, Marktplatz – Chempark – Worringen – Hackenbroich – Delhoven – Ückerath – Nievenheim – Nievenheim – Delrath                                                                           |
| 980   | REVG      | (Worringen S –) Sinnersdorf – Pulheim Bf – Geyen – Sinthern – Abtei Brauweiler – Brauweiler – Königsdorf Bf – Buschbell – Hücheln – Frechen Rathaus                                            |
| SB91  | REVG      | Schnellbus: Dormagen Bf – Hackenbroich – Worringen S – Sinnersdorf – Pulheim – Geyen – Brauweiler – Weiden West – Hücheln – Frechen Rathaus – Hürth Mitte (ZOB) – Kendenich – Heide – Brühl Bf |